# Mjällby
Mjällby, även benämnd Lister-Mjällby, är en tätort i Sölvesborgs kommun i Blekinge län och kyrkby i Mjällby socken.
Utanför Mjällby i de gamla fiskeorterna talas dialekten listerländska. 

## Historia
1914 invigdes en bibana till Blekingebanan som kom att kallas för Listerbanan. Mjällby fick därmed järnvägsförbindelse med Sölvesborg. Listerbanan utvidgades successivt: 1917 till Hällevik och 1920 till Hörvik. 1954 lades godstrafiken ned mellan Mjällby och Hörvik, 1956 persontrafiken och 1970 rullade den sista godstrafiken till Mjällby.

### Befolkningsutveckling
| Befolkningsutvecklingen i Mjällby 1960–2020 | Befolkningsutvecklingen i Mjällby 1960–2020 | Befolkningsutvecklingen i Mjällby 1960–2020 | Befolkningsutvecklingen i Mjällby 1960–2020 | Befolkningsutvecklingen i Mjällby 1960–2020 |
| ------------------------------------------- | ------------------------------------------- | ------------------------------------------- | ------------------------------------------- | ------------------------------------------- |
|                                             |                                             |                                             |                                             |                                             |
| År                                          |                                             |                                             | Folkmängd                                   | Areal (ha)                                  |
| 1960                                        | 1960                                        |                                             | 696                                         |                                             |
| 1965                                        | 1965                                        |                                             | 973                                         |                                             |
| 1970                                        | 1970                                        |                                             | 1 467                                       |                                             |
| 1975                                        | 1975                                        |                                             | 1 509                                       |                                             |
| 1980                                        | 1980                                        |                                             | 1 504                                       |                                             |
| 1990                                        | 1990                                        |                                             | 1 376                                       | 167                                         |
| 1995                                        | 1995                                        |                                             | 1 297                                       | 167                                         |
| 2000                                        | 2000                                        |                                             | 1 254                                       | 167                                         |
| 2005                                        | 2005                                        |                                             | 1 272                                       | 167                                         |
| 2010                                        | 2010                                        |                                             | 1 254                                       | 167                                         |
| 2015                                        | 2015                                        |                                             | 1 319                                       | 226                                         |
| 2020                                        | 2020                                        |                                             | 1 365                                       | 227                                         |
|                                             |                                             |                                             |                                             |                                             |

## Näringsliv
Lyckebystärkelsen har sedan 1960 en fabrik för förädling av potatis i Mjällby.
I samband med varvskrisen i början av 1980-talet sammanförde kylartillverkaren Blackstone tillverkningen till Mjällby från Linköping med hjälp av statligt regionalstöd. Efter ett antal namnbyten heter bolaget idag Titanx.

## Kända personer från Mjällby
- Jonas Albin Engeström, professor i fysik och kemi, präst
- Lars Hörmander, professor i matematik
- Sanfrid Neander-Nilsson, arkeolog, författare, tidningsman